# Земля Андрєєва
Земля Андрєєва — фантомний острів, названий за ім'ям сержанта Степана Андрєєва, який очолював експедиції 1763 і 1764 років, направлені для обстеження групи Ведмежих островів. Імовірно лежала на відстані 550 верст (580 км) на північний схід від Ведмежих островів.

## Історія
Острови Ведмежі (5 шт.) розташовані навпроти гирла річки Колима. Вперше згадані Михайлом Насєдкіним. У 1702 р. він здійснив перехід з гирла Колими в гирло Індигірки і розповів, що по дорозі побачив якісь острови.
На карті північного сходу Сибіру, яку доставив у Петербург 1726 року якутський козачий голова Афанасій Шестаков, зображено острів Копай (один з Ведмежих островів) і приблизно за два дні шляху від нього на північ — велика земля.
Для обстеження островів на північ від гирла Колими і Чукотського узбережжя начальник Охотського і Камчатського країв полковник Федір Пленіснер направив два загони: перший, під керівництвом козака Миколи Дауркіна, на Чукотський півострів і другий, під керівництвом сержанта Степана Андрєєва, на Ведмежі острови (названо Ведмежими після повернення експедиції).
Андрєєв вирушив на північ 4 березня 1763 року з Нижньоколимської фортеці на собачих упряжках.
22 квітня, переїхавши по льоду річки Хрестової на Ведмежі острови, відвідав п'ять островів цього архіпелагу і 2 травня повернувся на материк, оскільки не вистачило корму для собак.
Про всі обставини свого походу Андрєєв 6 травня 1763 року надав Пленіснеру репорт з доданням поденного журналу. У ньому Андрєєв вкрай туманно повідомив про щось побачене з п'ятого Ведмежого (Чотиристовпового) острова «накосо півночі в південний бік або по тутешньому назвати до полуношника». Звіт про експедицію опубліковано.
16 березня 1764 року направлено нову експедицію на чолі з Андрєєвим. Пішли на собаках з Нижньоколимська і 10 квітня досягли першого з Ведмежих островів (Крестовського), а потім і острова Чотиристовпового.
16 квітня Андрєєв вирушив у море на північний схід. 22 квітня, експедиція, пройшовши від п'ятого острова Ведмежого близько 550 верст, виявила великий низинний острів (близько 80 верст), що тягнеться зі сходу на захід. Наблизившись до острова, але не дійшовши до нього близько двадцяти верст, виявили свіжі санні сліди, що йдуть на північ. Через хворобу одного з учасників експедиції повернули назад.
У Нижньоколимськ експедиція повернулася 8 травня. Репорт і поденний журнал Андрєєв надав Пленіснеру 22 вересня 1764 року. Звіт про експедицію опубліковано не було.
Завдяки всім цим обставинам виникла легенда про Землю Андрєєва, яку він «нібито» бачив на північ від Ведмежих островів.
Для докладного опису Землі Андрєєва було організовано спеціальну експедицію І. Леонтьєва, І. Лисова і А. Пушкарьова. Вона вирушила з Тобольська до гирла Колими і далі на Ведмежі острова і Землю Андрєєва. Експедиція працювала три роки, від 1769 до 1771 року, але Землі Андрєєва вона так і не виявила. Точної інформації про причини немає, оскільки 1787 року під час великої тобольської пожежі більшість архівів загинуло.
У травні 1810 року Матвій Геденштром у пошуках Землі Андрєєва проїхав по льоду на північний схід від Великого Баранова каменя близько 150 верст. Подальше його просування зупинила широка ополонка.
1820 року з Петербурга вирушила експедиція лейтенанта Ф. П. Врангеля «для опису берегів від гирла Колими на схід до мису Шелазького і від нього на північ до відкриття заселеної землі, розташованої, за сказанням чукчів, на недалекій відстані». Пройшовши від Ведмежих островів на північ 150 верст і на північний схід 250 верст, Врангель не виявив жодних ознак Землі Андрєєва і поставив питання про недобросовісність Андрєєва.
Можлива причина в тому, що звіт і поденний журнал походу Андрєєва 1764 року не опубліковано і, таким чином, залишилися невідомими пізнішим дослідникам, які ґрунтувалися лише на опублікованому рапорті 1763 року. У своїх рапортах і журналі за 1763 рік Андрєєв не згадував про Землю, бачену ним з Ведмежих островів. Про цю Землю він згадував лише 22 квітня 1764 року в журналі другої подорожі, коли пройшов від Ведмежих островів принаймні 550 верст (а не 250).
У радянський час зроблено кілька спроб за допомогою повітряних та морських суден знайти Землю Андрєєва. Після невдалих пошуків висловлено думку, що Земля Андрєєва існувала, але складалася з вічномерзлого ґрунту і викопного льоду і розтанула, так само як Васильєвський острів і половина острова Семенівський (з групи Новосибірських островів) у морі Лаптєвих.